# Hans Alsén
Hans Olof Alsén, född 16 augusti 1926 i Enköpings församling i Uppsala län, död 1 februari 2023 i Uppsala domkyrkodistrikt, var en svensk socialdemokratisk politiker. Han var landshövding i Uppsala län 1986–1992.

## Biografi
Alsén var kommunalråd i Uppsala kommun mellan 1966 och 1969 samt mellan 1971 och 1973. Mellan åren 1969 och 1970 var han statssekreterare vid statsrådsberedningen. Han var riksdagsledamot mellan 1974 och 1982 samt landshövding i Uppsala län mellan 1986 och 1992. Alsén har varit styrelseordförande i bland annat Kooperativa förbundet och ordförande Svenska turistföreningen.
Han utsågs 2007 till hedersdoktor vid Uppsala universitet för sina insatser för att bevara Linnéminnena i Uppsala med omnejd.